# Ongoujou
Ongoujou är en ort i Komorerna.   Den ligger i distriktet Anjouan, i den centrala delen av landet, 150 km öster om huvudstaden Moroni. Ongoujou ligger 478 meter över havet och antalet invånare är 11 736.
Terrängen runt Ongoujou är huvudsakligen kuperad, men västerut är den bergig. Havet är nära Ongoujou österut.  Närmaste större samhälle är Domoni, 6,2 km norr om Ongoujou. 